# Tetrarhanis diversa
Tetrarhanis diversa är en fjärilsart som beskrevs av Bethune-Baker 1904. Tetrarhanis diversa ingår i släktet Tetrarhanis och familjen juvelvingar. Inga underarter finns listade i Catalogue of Life.